# Roermondsepoort (Vesting Venlo)

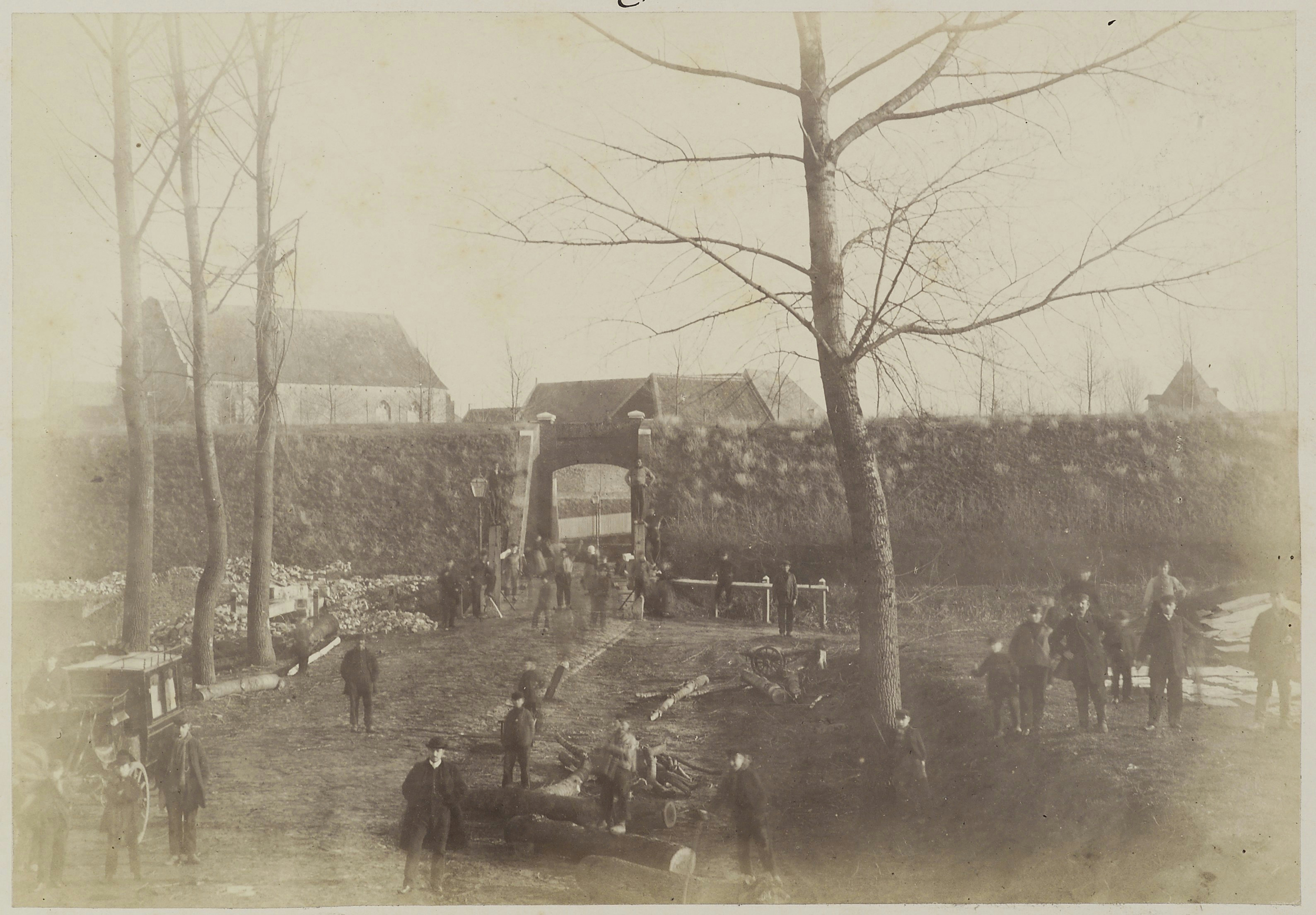
Buitenzijde Roermondsepoort in 1868

De Roermondsepoort was een van de vier stadspoorten in de voormalige Vestingwerken in de Nederlandse stad Venlo. De poort lag aan de zuidzijde van de vestingstad.
Deze poort werd in 1725 gebouwd ter vervanging van de iets westelijker gelegen Tegelpoort. Bij deze poort lagen een aantal belangrijke gebouwen in de vestingtijd, zoals een brandspuithuis (1842) en de infanteriekazerne met het Groot Blok en het Klein Blok (1732-1733). Deze kazerne werd gebouwd om de inwoners van de stad te ontlasten; de soldaten waren tot die tijd ingekwartierd bij burgers.
In 1955 werden bij graafwerkzaamheden restanten van de muren van bastion nummer 8, dat de Roermondsepoort beschermde, blootgelegd.